# لين هالي
لين هالي هو لاعب هوكي الجليد كندي، ولد في 15 سبتمبر 1931 في إدمونتون في كندا.

## وصلات خارجية
- لين هالي على موقع دوري الهوكي الوطني (الإنجليزية)
- لين هالي على موقع EliteProspects.com (الإنجليزية)
- لين هالي على موقع HockeyDB.com (الإنجليزية)
- لين هالي على موقع Hockey-Reference.com (الإنجليزية)